# 皇學館大学
皇學館大学（こうがっかんだいがく、英語: Kogakkan University）は、三重県伊勢市神田久志本町1704に本部を置く日本の私立大学。1882年創立、1962年大学設置。大学の略称は皇學大。非公式には系列校と同じく學館（がっかん）や皇大（こうだい）と呼ばれることもある。

## 概観

### 大学全体

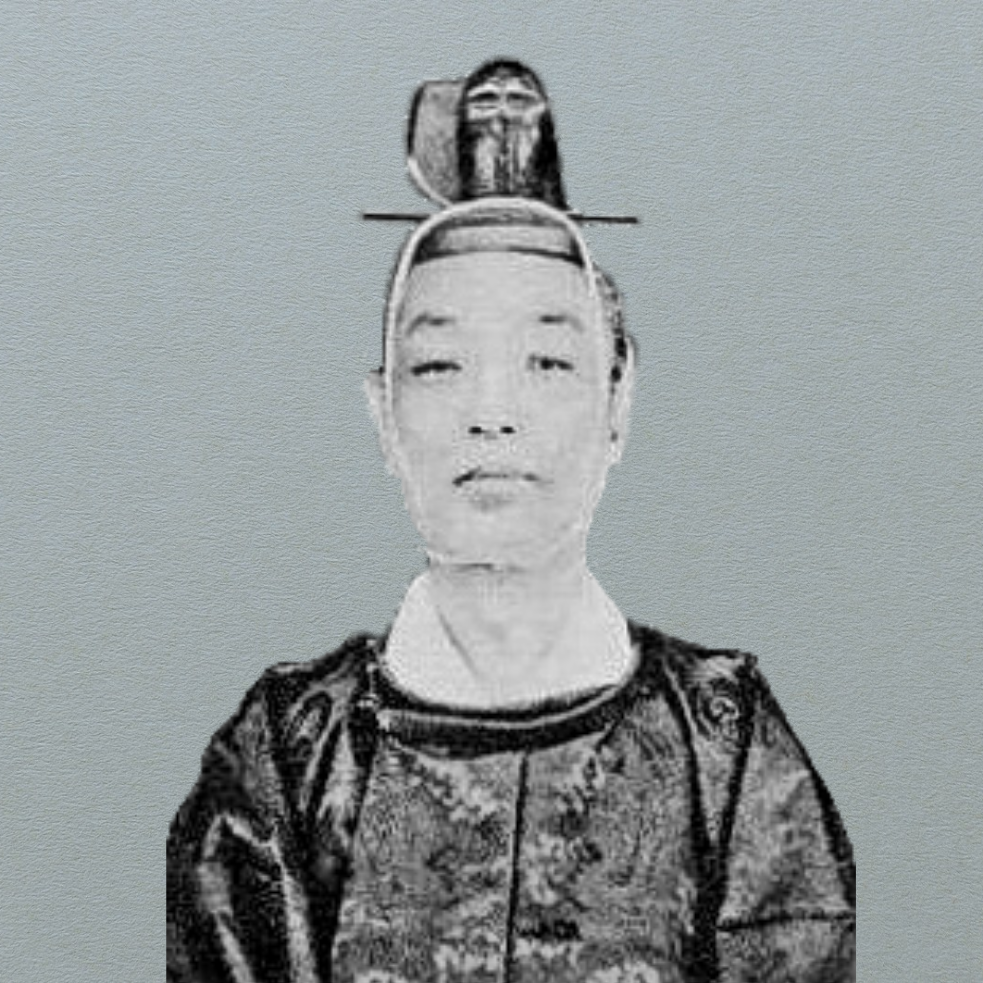
久邇宮朝彦親王

1882年（明治15年）に伊勢神宮祭主であった久邇宮朝彦親王の令旨によって林崎文庫に設置された神宮皇學館を母体とする。
主として神職や教員の養成にあたり、1903年（明治36年）に官立の旧制専門学校（内務省所管の宗教系旧制専門学校）を経て、1940年（昭和15年）には旧制の官立大学（文部省所管）になるが、第二次世界大戦終結後は国家神道を推進した機関の一つとして、いわゆる神道指令を受けて廃学・解散を余儀なくされた。その後、旧制神宮皇學館大學の関係者らによって神宮皇學館大學再興期成会が結成され、現在の大学は1962年（昭和37年）にあえて私立大学として、再興された。

### 建学の精神
「皇學館 建学の精神」として、以下の内容が大学本部を始め各教室（一部を除く）等各所に「全学一体」の精神のもと、額縁に入れられ掲げられている。皇學館大学学則1条では教育目的を「わが国民族の歴史と伝統とに基づく文化を究明し、洋の東西に通ずる道義の確立を図り、祖国愛の精神を教育培養するとともに、社会有為の人材を育成すること」としている。
- 基本の精神
  - 日本の神々を祀る神道を基盤として、皇室や神宮を崇め、祖先を敬い、国を愛し、歴史・伝統・文化を尊ぶ心を育む。 この精神を中核として、学生は国家社会に貢献できる人物に成長できるように努力し、教員は世界に通用する学問と教育成果をあげられるように努める。 この原点を忘れないと同時に、時代状況に応じて国家社会を適切に導いていくための柔軟な精神もまた尊重される。
- 大学の目標
  - ①わが国の歴史・伝統を継承・究明・応用して社会の要請に応える学園の創造
  - ②神道精神に基づく人間性豊かな　立派な日本人の育成
  - ③自立心に富み、社会の各領域においてリーダーとして貢献できる人材の養成

## 学舎
神宮の外宮と内宮のほぼ中間の倉田山に、大学本部（伊勢学舎、文学部・教育学部・現代日本社会学部）が所在する。
2011年（平成23年）3月までは、名張市にも名張学舎（社会福祉学部）があったが、2010年（平成22年）度より社会福祉学部の募集を停止、機能を伊勢学舎の本部に統合することを決定して、名張市から撤退した。名張学舎跡地には、熊野市から近畿大学工業高等専門学校が2011年（平成23年）4月に移転した。

### 令旨

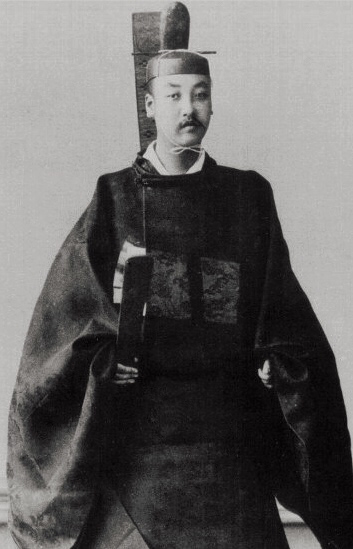
賀陽宮邦憲王

1962年（昭和37年）に新制大学として発足した皇學館大学は、その建学の精神を元の神宮皇學館及び神宮皇學館大學より受継いでいる。1882年（明治15年）に、神宮の鎮座する伊勢に発足した神宮皇學館は、当時の文明開化、旧物破壊の風潮に対して、日本古来の歴史と伝統に基づいた学問の維持発展を目指した。1900年（明治33年）2月18日、当時の神宮祭主・神宮皇學館総裁賀陽宮邦憲王による令旨は、現在においても皇學館大学建学の精神を最もよく示すものとして入学式等で奉読されている。内容は以下の通り。

### 教育および研究
文学部の神道・国史・国文学科では神社本庁の神職の資格が取得できる。大学でこの資格を取得できるのは、皇學館大学と國學院大學のみである。なお、宗教科教員免許を取得できる神道系教育機関は、皇學館大学のみである。

## 沿革

### 略歴

#### 前史・神宮教院
明治維新以前、伊勢神宮では神職の養成や神道・学問の研究、文書の保存などを神宮文庫の前身にあたる豊宮崎文庫や林崎文庫が主に担っていたが（神宮文庫・沿革の項を参照）、大教宣布や近代社格制度の整備に代表される、新政府の神道国教化の推進政策の影響を受け、神宮でも本格的な教導職の養成機関を作り、全国への神道の布教をはかる動きが起こった。そこで、当時神宮少宮司の地位にあった浦田長民らが中心となって設立したのが神宮教院であるが、これが皇學館の源流である。1872年（明治5年）10月28日、教部省に「神宮教院開設届」が提出され、翌1873年（明治6年）には全国からの新入生を集めて神宮教院が開校した。1876年（明治9年）の「神宮教院規則」によると、生徒は8 - 15歳程度までの「幼学生」と16 - 18歳程の「講習生」に分けられ、寮生活の中で教学を修めることになっていた。幼学生の多くは近隣から通学していたが、小学校が近くの地区に設立されると、ほとんどの生徒はそちらに転校したため、教院生の数は激減することとなった。一方で講習生には県外出身者が多かった。
1876年（明治9年）10月、神宮教院はその規則が改定され、神宮教院本教館として新たに置かれた。皇學館直接の母体となったのはこの本教館である。教職員は館長・大教授・大管事1人ずつの下に、中教授・中管事、小教授・小管事、寮長、舎長が配置され、学生の学年は下等（普通学生）・中等・上等（それぞれ専門学生）に三分されていた。修業年限は4年と10か月で、授業形態は、下等から上級に進むにつれ、授読や授講から輪講、独習が多くなっていった。上等段階の学習では、キリスト教の『聖書』も使用されており、その内容の多岐さから、布教活動のための人材養成としての側面をうかがうことができる。
また、神宮教院は全国を13の教区に分けて布教活動を行っていたが、この教区制が本教館へ全国からの学生を確保する役割も果たしており、北は仙台、南は薩摩と幅広い地域からの出身者が学んでいた。1879年（明治12年）には、定員を50名にし、15 - 25歳の、終生教義に従うことを願った者に入学資格を与え、年限を4年とすることなどを定めたが、学生間の対立激化が直接の契機となって、本教館は1881年（明治14年）12月9日の布達をもって閉校せざるを得なくなった。社会的にも、当時の神道をめぐる政策の情勢が、祭政一致から分離の方向に動きつつあり、教導職の意義が揺らいでいたことも間接的に影響していたと考えられる（教導職は1884年（明治17年）に廃止）。

#### 神宮皇學館の創設
神宮教院本教館が廃止されてから半年に満たない1882年（明治15年）4月30日、久邇宮朝彦親王より「今般林崎文庫ニ皇學館設置候条、此旨相達候事」なる布達が出され、同年7月6日には内務卿・皇典講究所賛襄の山田顕義宛に「皇學館設置ノ儀向」が提出され、教育機関の再興運動が始まった。ただし、学校の設立は順調に進んだわけではなく、内務省からの設置認可は1883年（明治16年）5月26日にようやく下り、生徒を募集して教育活動を本格的に始めたのは1885年（明治18年）以降のことであった（開校式は1883年（明治16年）4月28日に挙行）。皇學館の教育目的から教導職の養成はなくなり、基礎教養を授けた上で神道の専門教育を施すという新たな目標が掲げられた。設立当初は小学校との両方に籍を置く児童もいたが、1886年（明治19年）の小学校令公布によって、そのような幼年者は小学校に転籍され、皇學館は中等課程以上の学校となる方向付けがとられた。1887年（明治20年）には皇學館から神宮皇學館に改称され、学科は尋常科（尋常小学校卒業程度の者を対象・4年制）とその上級にあたる高等科（4年制）に編成し直された。のち、一時期は尋常中学校相当のレベルに短縮されたものの、専門教育機関としての体裁を整える方向に進み、幾度の改定を経て、1899年（明治32年）には、予科生を全員三重県立第四中学校に移して予科を廃したことで、本科（4年制）・専科（3年制）からなる専門学校となった。1898年（明治31年）には予科・本科生に徴兵猶予の資格が、1899年（明治32年）9月には中等学校教員の無試験検定資格（歴史科・国語漢文科）が認定され、1902年（明治35年）2月には本科卒業生に奏任官、専科卒業生に判任官相当の神職資格が付与されることとなった。そして、名実ともに1903年（明治36年）9月1日より、「神宮皇學館官制」に基づく、内務省管轄の官立専門学校（ただし専門学校令によらない）として認定されるに至った。

#### 教育の充実
以後、神宮皇學館は「国体ヲ講ジ、道義ヲ明ニシ、之レガ発揮ト実践トヲ期スル」ことを目標に教育活動を行い、環境の広報・発展に努めた。本科は中学校卒業・専門学校入学者検定合格者を対象とする4年制の課程であるのに対して、専科は中学校3年終了もしくは16歳以上を入学資格とする速成課程であったが、1917年（大正6年）には専科卒業者にも教員免許が認定されるように科目の改正が行われ、1921年（大正10年）9月には文部省より専門学校に準じる学校に指定され、1924年（大正13年）には本科卒業者を高等学校および大学予科卒業者と同等とすることが認められた。
しかし、学校の水準や地位が向上した一方で、大正時代末期には創立当初の精神に立ち帰るべきとの声が高くなり、制度の改革がなされた。背景には、神道を学んだり神職に就いたりすることよりも、中等学校教員免許を無試験で取得することを目的にして入学する者が多く、事実上は教員養成所と変わるところがないという当時の現状に対する批判が関係者の間で高まったことにある。事実、1927年（昭和2年）の卒業生の就職状況では、本科卒業者の4分の3近くが教職にあった。1925年から1926年の間に行われた改正では、本科の上に1年間の研究科を設け、専科を廃止して新たに神職養成部を置くことや、科目に「神道科」を追加することが行われた。神職養成部は、高等小学校卒業者を対象とする4年制の普通科として置かれることとなり（1931年（昭和6年）より尋常小学校卒業者対象・5年制に改定）、中等教育段階で普通神職を養成することを目標に生徒を募集した。それでも教員志望者・就職者は減少することなく、神宮皇學館は全国の中等諸学校に卒業生を送り続けていった。
なお、施設・環境面では、それまで宇治山田市宇治館町にあった校地が教育に不適であるとして、1916年（大正5年）から3年の歳月をかけ、市内の倉田山に総面積2万3千超坪の大規模な学園用地を造成し、以後同地を皇學館の本拠地とした。1928年（昭和3年）の大講堂完成をはじめ、1930年代には教室や寮などの各施設が整備・充実されていき、一大学園としての姿を整えていった。1932年（昭和7年）には創立50周年を記念して館歌が制定された。

#### 大学昇格と廃止
大学令が1918年（大正7年）に定められたことで、神宮皇學館を単科大学に昇格させる議論自体は1920年代より以前から一部で挙がっていたが、昇格計画が表面化したのは「大学昇格期成同盟会」が卒業生らによって組織された1934年（昭和9年）のことであった。1935年（昭和10年）には第1回調査会が、内務省神社局、神宮司庁といった関係官庁と学校、同盟会によって開かれたが、翌年の第3回調査会で、神社局により、内務省管轄での大学設置は不可能であり、神職養成のための大学を置くことは困難で、勅令手続きも難しいとの回答がなされたことで、昇格運動はひとまず学校の充実に向かうこととなった。しかし、同年頃から、伊勢神宮を中心として、国民精神高揚を目指して宇治山田市を聖地化する「大神都聖地計画」案が具体化したことで、精神的施設の必要性の観点から、神宮皇學館の大学昇格が再び浮上することとなった。1937年（昭和12年）から市会、県会、皇學館、三重県選出の国会議員らが一致して昇格運動を積極的に行った結果、1940年（昭和15年）には文部省所管の官立大学として、「神道精神の闡明」を掲げた神宮皇學館大學が置かれることが決定し、同年4月には予科第1期生を迎えて開学した。なお、内務省管轄の神宮皇學館は募集を停止し、全在籍者の卒業をもって廃止することとなった。1941年（昭和16年）には、従来の神宮皇學館に代わって神職を養成する附属専門部（3年制）が開設され、翌年には学部（3年制）が開かれた。予備教育を施す予科は別として、学部・専門部の学科課程は神道関係の科目が多く、「皇国固有ノ教学ノ基本ニ培フ学術ノ理論及応用ヲ教授」することが使命とされた。
大東亜戦争中、旧・神宮皇學館は、1942年（昭和17年）9月に本科、1944年（昭和19年）2月に普通科最後の卒業生を送り出して廃止され、1943年（昭和18年）には、文系学生の徴兵猶予が停止されたことで学部学生の約4割にあたる151名が同年12月に入営した。1945年（昭和20年）に入ってからは倉田山の校地が宇治山田空襲によって建物の多くを焼失し、8月15日の日本の降伏以降、神宮皇學館大学は国家神道を担ってきた一機関としてその命運がいよいよ危機的なものとなった。存続をはかるために、同年10月24日、大学は「皇學館大学」と改称し、神道科目を削減することを文部省に願い出、学生の側も12月に大会を開き、国家神道色を払った上で大学を存続するよう、文部省に宛てた決議文を作成したが、連合国軍最高司令官総司令部が神道指令を同年12月15日に発したことや、その他の大学存続案（私立学校に転換、または他大学との合併など）が決まらなかったこともあり、
神宮皇學館大學は1946年（昭和21年）2月20日に閉学式を行い、同年3月14日の勅令によって廃学・解散となった。職員は希望調査の上での転任となり、卒業生以外の学生は他の大学や高等学校・専門学校に移っていった。校地は宇治山田市が購入し、図書などは名古屋大学などに移管され、皇學館の歴史は一時中絶した。

#### 再興
皇學館は廃止されたものの、卒業生を中心に再興する気運は強く、1946年（昭和21年）9月1日には三重県知事に私立各種学校としての「伊勢専門学館」設置申請が館友代表の早川満三郎より提出された。神道指令では私立の神職養成所の設置は禁じられていなかったため、早川はかつての皇學館との違いを強調することで認可を同月10日に得、10月に授業を開始したが、三重県軍政部は教職員の多くが神宮皇學館で務めていた者であることを問題視し、「超国家主義的」であるとして同年内に閉鎖させた。次の試みとして、非皇學館出身者を校長に迎えた「清明高等学院」を1948年（昭和23年）に開校したが、入学者が少なかったために、これも自然閉校となった。
大学再興運動は、サンフランシスコ講和条約が調印され、日本が独立する状況下で再び活発化する。「日本文化研究所」の設置を目指す財団法人五十鈴会が1951年（昭和26年）に発足し、翌年には「神宮皇學館大學再興期成会」が結成された。1954年（昭和29年）、五十鈴会第2回全国大会では「日本文化の最高学府」として大学を再興すること決議され、同年9月20日には神宮大宮司宛に皇學館を短期大学として設置する案が提出され、宇治山田市議会でも大学再興の請願が採択されたが、1955年（昭和30年）、神宮は大学でなく、より純粋な神職養成所としての「神宮皇學館」を開くことを決定した。当時の関係者の一部からは「大学を再開しても学生が集まらない」、「大学を開設することで國學院大學との間で競合関係が生まれるのは好ましくなく、國學院を唯一の神道大学として充実させるべき」などの懸念や、伊勢の地にはより実践的な養成施設を置くべきであるとの意見が出されていたことからも、再興運動が一枚岩でなく、順調に進まなかったことがうかがえる。だが、運動が挫折したわけではなく、1959年（昭和34年）に吉田茂を会長に戴いた「皇學館後援会」が発足した。会長の吉田以外に、同後援会には副会長として池田勇人、財界からは石坂泰三、足立正、小林中、杉道助、太田垣士郎らが参加した。彼らが全国の財界人に働きかけて賛助を呼びかけたり、県が後援会からの協力要請を採択したりして大学設置への動きは加速し、1962年（昭和37年）2月17日には、関係者の長年の悲願だった大学の設置が文部省より認可された。同年4月25日には開学式が挙行され、神宮皇學館大学の再興が完成した。

#### 現在
その後、1968年（昭和43年）には戦前の土地を伊勢市（旧・宇治山田市）より購入して旧来の姿を整え、文科系の学部・学科を中心に規模を拡大した。神道系大学として、神職養成課程や附属の神道研究所などに見られるような国史国学を研究する保守系の私学としての独自色を打ち出している。また伊勢市内に付属の中高を併設した。

### 年表

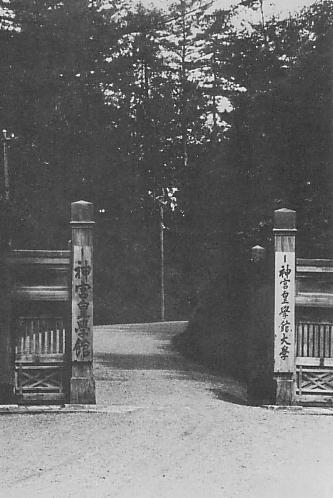
戦前の神宮皇學館大學

#### 神宮皇學館
- 1873年（明治6年）
  - 1月10日、神宮教院が創設される。
- 1876年（明治9年）
  - 10月、神宮教院本教館を設館する。
- 1881年（明治14年）
  - 12月9日、本教館が閉館する。
- 1882年（明治15年）
  - 4月30日、当時伊勢神宮祭主であった久邇宮朝彦親王の令旨により、林崎文庫に神宮皇學館（この神宮は伊勢神宮の事）が設置される。
- 1883年（明治16年）
  - 4月、林崎文庫講堂において、神宮皇學館開館式を挙行する。
- 1887年（明治20年）
  - 10月、宇治浦田町（現在の神宮道場所在地）に校舎を新築し移転する。
- 1896年（明治29年）
  - 12月、宇治館町に新校舎竣工。浦田町時代の校舎はそのまま移築し、寄宿舎として使用する。
- 1900年（明治33年）
  - 2月18日、伊勢神宮祭主であり神宮皇學館総裁であった賀陽宮邦憲王が令旨を発する。令旨は現在まで皇學館全体の建学の精神とされている。
- 1902年（明治35年）
  - 神宮皇學館創立記念日を4月30日と定める。服制・帽章（桜花）を制定する。
- 1903年（明治36年）
  - 8月、神宮皇學館官制（勅令第130号）により、神宮司庁内に置かれた内務省所管の官立専門学校となる。
- 1905年（明治38年）
  - 神宮皇學館の学生服制・帽章を改訂する。帽章は桜花を「皇學」の字に改める。
- 1919年（大正8年）
  - 1月、度会郡浜郷村神田久志本の倉田山丘陵に移転する。
- 1920年（大正9年）
  - 上田萬年が館長に就任する（東京帝国大学教授と兼任）。
- 1940年（昭和15年）
  - 4月、皇紀2600年を記念して、神宮皇学館大學官制 （昭和15年勅令第288号）により 文部省所管の官立大学へ昇格し、神宮皇學館大學が設置される。(予科3年、学部3年)。学長に山田孝雄（前東北帝国大学教授）が就任する。
- 1941年（昭和16年）
  - 附属専門部を開設する。
- 1942年（昭和17年）
  - 学部（祭祈・政教・国史・古典の4専攻）を開設する。
- 1943年（昭和18年）
  - 9月21日、附属専門部の第1回卒業式が行われる。
- 1944年（昭和19年）
  - 神宮皇学館官制廃止ノ件 （昭和19年勅令第197号）により、内務省所管の神宮皇學館を閉館。一切の財産は文部省所管の神宮皇学館大學に移管される。
- 1945年（昭和20年）
  - 9月20日、学部の第1回卒業式（3名卒業、後日1名追加）が行われる。
- 1946年（昭和21年）
  - 2月20日、学部第2回卒業式、附属専門部第3回卒業式と共に離別式を行い、解散する。
- 1946年（昭和21年）
  - 3月14日、神道指令に基づく「神宮皇學館大學官制」廃止の勅令（昭和21年勅令第135号）が公布され、神宮皇學館大學は3月31日限りで廃止される。

#### 皇學館大学
- 1951年（昭和26年）
  - 復活運動が繰り広げられ、財団法人五十鈴会設立される。
- 1952年（昭和27年）
  - 神宮皇學館大學再興期成会が結成される。
- 1959年（昭和34年）
  - 7月、財団法人神宮皇學館後援会（会長:吉田茂、副会長:池田勇人）設立される。
  - 10月、「皇學館後援会」に名称変更。
- 1962年（昭和37年）
  - 4月25日、吉田茂を総長として、皇學館大學校舎竣工祭並びに開学式が挙行され、私立の新制大学として、皇學館大学が開学する。文学部国文学科・国史学科が設置される。
- 1966年（昭和41年）
  - 4月、皇學館大学大学院を開設する（文学研究科修士課程、国文学専攻・国史学専攻）。皇學館女子短期大學が開設される。（国文科）
- 1967年（昭和42年）
  - 大学に出版部を設置する。図書の刊行を始める。
- 1970年（昭和45年）
  - 短期大学に神職課程を設置し、男女共学とする。｢皇學館女子短期大學｣を｢皇學館短期大學｣と改称。
- 1973年（昭和48年）
  - 4月、附属図書館を新築竣工する。大学院文学研究科博士課程（国文学専攻・国史学専攻）を設置する。
- 1975年（昭和50年）
  - 4月、文学部に教育学科を設置する。
- 1976年（昭和51年）
  - 皇學館短期大学を廃止する。
- 1977年（昭和52年）
  - 4月、文学部に神道学科を設置する。
- 1978年（昭和53年）
  - 4月、神道研究所・史料編纂所を設置する。
- 1981年（昭和56年）
  - 4月、神道学専攻科を設置する。百周年記念講堂を竣工する
- 1984年（昭和59年）
  - 学事顧問平泉澄氏、逝去
- 1986年（昭和61年）
  - 3月2日、第一回教育学部卒業記念ミュージカルを上演。以後恒例となる。
  - 10月20日、財団法人皇學館後援会、解散
- 1987年（昭和62年）
  - 8月7日、岸信介総長が逝去
  - 9月17日、遙拝式を斎行
- 1989年（昭和64年/平成元年）
  - 1月7日、昭和天皇崩御。遙拝式を記念講堂にて斎行
  - 4月、神道博物館を設置する。
- 1990年（平成2年）
  - 4月、大学院に文学研究科修士課程神道学専攻を設置する。
- 1992年（平成4年）
  - 創立百十周年記念式典を挙行
- 1995年（平成7年）
  - 7月12日、神宮皇學館大學戦歿学徒慰霊祭を斎行する。
- 1997年（平成9年）
  - 4月、情報処理センターを設置する。
  - 12月19日、文部省より社会福祉学部の設置が認可
- 1998年（平成10年）
  - 3月26日、名張学舎、竣工
  - 3月26日、名張学舎鎮守神明社が本部研究棟屋上に鎮座。神宮の摂社古材を受ける
  - 4月、名張市に名張学舎を開設し、社会福祉学部社会福祉学科を設置する。
  - 4月、皇學館大学社会福祉学会、発足
  - 4月1日、スーツ着用の原則を廃止
  - 8月17日、神職養成階位検定講習会を開設。第一回講習会開講式を行う。これ以降、春と夏に年二回開催。
- 2000年（平成12年）
  - 4月、文学部にコミュニケーション学科を設置する。
- 2001年（平成13年）
  - 5月23日、元神宮大宮司・元神社本庁統理久邇邦昭氏に初の名誉博士を授与
- 2002年（平成14年）
  - 4月、大学院に社会福祉学研究科修士課程（社会福祉学専攻）を設置する。
- 2003年（平成15年）
  - 4月、地域福祉文化研究所を社会福祉学部に設置する。
  - 7月15日、皇學館会館、会館
- 2004年（平成16年）
  - 4月、大学院文学研究科に教育学専攻修士課程・神道学専攻博士後期課程を設置する。
  - 4月、文学部の教育課程を改定。教養科を廃止
  - 9月、祭式教室として使用していた記念館が、耐震強度不足により利用停止
- 2008年（平成20年）
  - 4月、文学部教育学科を教育学部教育学科に改組する。
  - 6月、教育開発センターを設置する。
- 2009年（平成21年）
  - 1月16日、社会福祉学部入学者の減少により、同学部を募集停止し、2011年に名張学舎を閉鎖することを公表する。
  - 10月、学生支援センターを設置する。
  - 12月9日、賀陽宮邦憲王百年祭を記念館に於いて斎行
- 2010年（平成22年）
  - 4月、現代日本社会学部現代日本社会学科を新設する。
  - 11月11日、現代日本社会学部の学会である現代日本学会、発足
  - 12月18日、名張学舎に於ける、最後の月例文化講座開催
- 2011年（平成23年）
  - 3月1日、名張学舎神明宮遷座祭を斎行
  - 3月25日、現代日本社会学部の学会である現代日本学会の学術雑誌「日本学論叢」第一号発刊
  - 4月、名張学舎を閉鎖し、社会福祉学部社会福祉学科を伊勢学舎に統合する。
  - 4月2日、学舎統合に伴い、伊勢学舎にて全学部合同の第一回全学教授会が開催
  - 11月5日、1号館の解体工事開始（12月、解体終了）
- 2012年（平成24年）
  - 2月、皇學館サービス株式会社を設立する。
  - 3月17日、初の課程博士授与
  - 4月、大学院に教育学研究科教育学専攻修士課程を設置する。大学院社会福祉学研究科廃止。
  - 6月14日、ボランティアルーム設置
  - 9月21日、古事記撰上千三百年記念行事を記念講堂にて挙行
- 2013年（平成25年）
  - 2月16日、社会福祉学部最後の年を記念して、「フク福フェスタ」を開催
  - 3月25日、明和町と皇學館大学との間で包括連携協定締結
  - 3月31日、社会福祉学部地域福祉文化研究所を廃止
  - 4月、研究開発推進センターを設置する。
  - 9月14日 - 皇學館高等学校創立五十周年・皇學館中学校創立三十五周年記念式典挙行
- 2015年（平成27年）
  - 7月2日 - 戦後70年館友戦歿者慰霊祭斎行
- 2019年（平成31年・令和元年）
  - 4月 - 河野訓が学長に就任
  - 4月 - アドミッションオフィス設置
  - 4月 ‐ 平成31年度入学者より、現代日本社会学部現代日本社会学科に設置されている福祉科の教職課程が履修不可になる
- 2022年（令和4年）
  - 4月30日 - 創立140周年・再興60周年記念式典挙行

## 基礎データ

### 所在地
- 伊勢学舎（三重県伊勢市神田久志本町1704）
- 名張学舎（三重県名張市春日丘7）＜2011年（平成23年）廃止＞

## 組織

### 学部
- 文学部
  - 神道学科
神道学科では神道（神職）の基礎教育が行われており、神職課程（高等課程）履修者は、卒業と同時に明階検定合格の正階の神職資格が授与される。なお、卒業後に神社での2年の実務奉仕と神社本庁での短期研修及び学部在学中に神宮実習・中央実習に行けなかったものは、これらを受けることで、正階より上位の明階の資格を取得することができる。成績優良者で選抜された神道学科生は、明階総合課程の履修が出来、その課程を修了（神宮実習・中央実習を含む）すれば、卒業時点で明階検定合格の明階の階位が授与される。 神道学科で学ぶ者の多くは、神職の家系等に属し神職を継ぐ必要のある者か、神職・神社・神道に興味のある者である。卒業後に神職となるか否かは本人の希望次第である。
神職課程高等課程に関しては、神道学科はもちろんのこと、下記の国文学科及び国史学科に於いても課程の履修が可能。明階総合課程に関しては、神道学科のみ課程の履修が可能。
    - 神道学コース（令和4年以前の入学生を対象）
    - 日本文化コース（令和4年以前の入学生を対象）
    - 神道・宗教文化コース（令和5年以降の入学生を対象）

  - 国文学科
    - 国語・国文学コース（令和4年以前の入学生を対象）
    - 国語科教員コース（令和4年以前の入学生を対象）
    - 国語学・国文学コース（令和5年以降の入学生を対象）
    - 国語教員コース（中高教員）（令和5年以降の入学生を対象）
    - 書道・漢文学コース（令和5年以降の入学生を対象）
    - 図書館司書コース（令和5年以降の入学生を対象）

  - 国史学科
    - 歴史教育コース（令和4年以前の入学生を対象）
    - 文化財コース（令和4年以前の入学生を対象）
    - 歴史総合コース（令和5年以降の入学生を対象）
    - 歴史教育コース（中高教員）（令和5年以降の入学生を対象）
    - 歴史文化財コース（令和5年以降の入学生を対象）

  - コミュニケーション学科
    - 英語コミュニケーションコース（令和4年以前の入学生を対象）
    - 心理コース（令和4年以前の入学生を対象）
    - 地域情報コース（令和4年以前の入学生を対象）
    - 英語コミュニケーションコース（令和5年以降の入学生を対象）
    - 英語教育コース（中高教員）（令和5年以降の入学生を対象）
    - 心理学コース（令和5年以降の入学生を対象）
    - 情報コース（令和5年以降の入学生を対象）
- 教育学部
  - 教育学科
    - 学校教育コース（令和4年以前の入学生を対象）
    - スポーツ健康科学コース（令和4年以前の入学生を対象）
    - 幼児教育コース（令和4年以前の入学生を対象）
    - 特別支援教育コース（令和4年以前の入学生を対象）
    - 初等教育コース（令和5年以降の入学生を対象）
    - 幼児教育コース（令和5年以降の入学生を対象）
    - 保健体育コース（中高教員）（令和5年以降の入学生を対象）
    - 数理教育コース（中高教員）（令和5年以降の入学生を対象）

- 現代日本社会学部
  - 現代日本社会学科
    - 経営革新コース（旧 政治経済分野）（令和4年以前の入学生を対象）
    - 福祉展開コース（旧 社会福祉分野）（令和4年以前の入学生を対象）
    - 地域創生コース（旧 地域社会分野）（令和4年以前の入学生を対象）
    - 文化発信コース（旧 伝統文化分野）（令和4年以前の入学生を対象）
    - 経営革新コース（令和5年以降の入学生を対象）
    - 地域創生コース（令和5年以降の入学生を対象）
    - 福祉展開コース（令和5年以降の入学生を対象）

### 研究科
- 文学研究科
  - 神道学専攻（博士前期課程・博士後期課程）
  - 国文学専攻（博士前期課程・博士後期課程）
  - 国史学専攻（博士前期課程・博士後期課程）
- 教育学研究科（昼夜開講制、長期履修制度あり）
  - 教育学専攻（修士課程）

### 専攻科
- 神道学専攻科
  - 神道学専攻
    - 1年間で神社本庁神職資格（明階検定合格正階授与）の取得を目指す課程である。入学資格は、大学（学部）卒業以上であり、出願の際等で学部の卒業証明書を求められる。國學院大學の神道学専攻科と異なり、各都道府県の神社庁長の推薦は必要ない。 学部4年間で行う神職課程の科目及び実習を1年間でまとめて行うような形になるため、学生生活は多忙となる。また、神道学科に設置されている明階総合課程（卒業時点で明階を授与される課程）に対応するような課程は神道学専攻科には存在せず、授与階位は明階検定合格の正階授与までとなる。しかし、選抜はされるものの、伊勢の神宮に於ける神宮実習、及び東京の神社本庁で行われる中央実習には行くことができる。しかし、その際にも授与階位に違いはない。 多くの科目は学部（主に神道学科）と同時開講であり学部生と共に講義を受講するが、「祭式及び同行事作法A・B」をはじめとした一部の科目は神道学専攻科生用に開講される。神道学専攻科生は、受講できる科目は殆ど決まっており、時間割も自ずと決まってくる。残念ながら、学部生のように多種多様な科目の中から自分の興味のある科目を受講するといったことは殆どできない。 入学する年齢層や入学経緯は多種多様であり、学部を卒業後程なくして入学する者から、豊富な社会経験を持って入学してくる者まで多種多様を極める。神道学科と同様、社家の割合は高くない。

### 附属機関

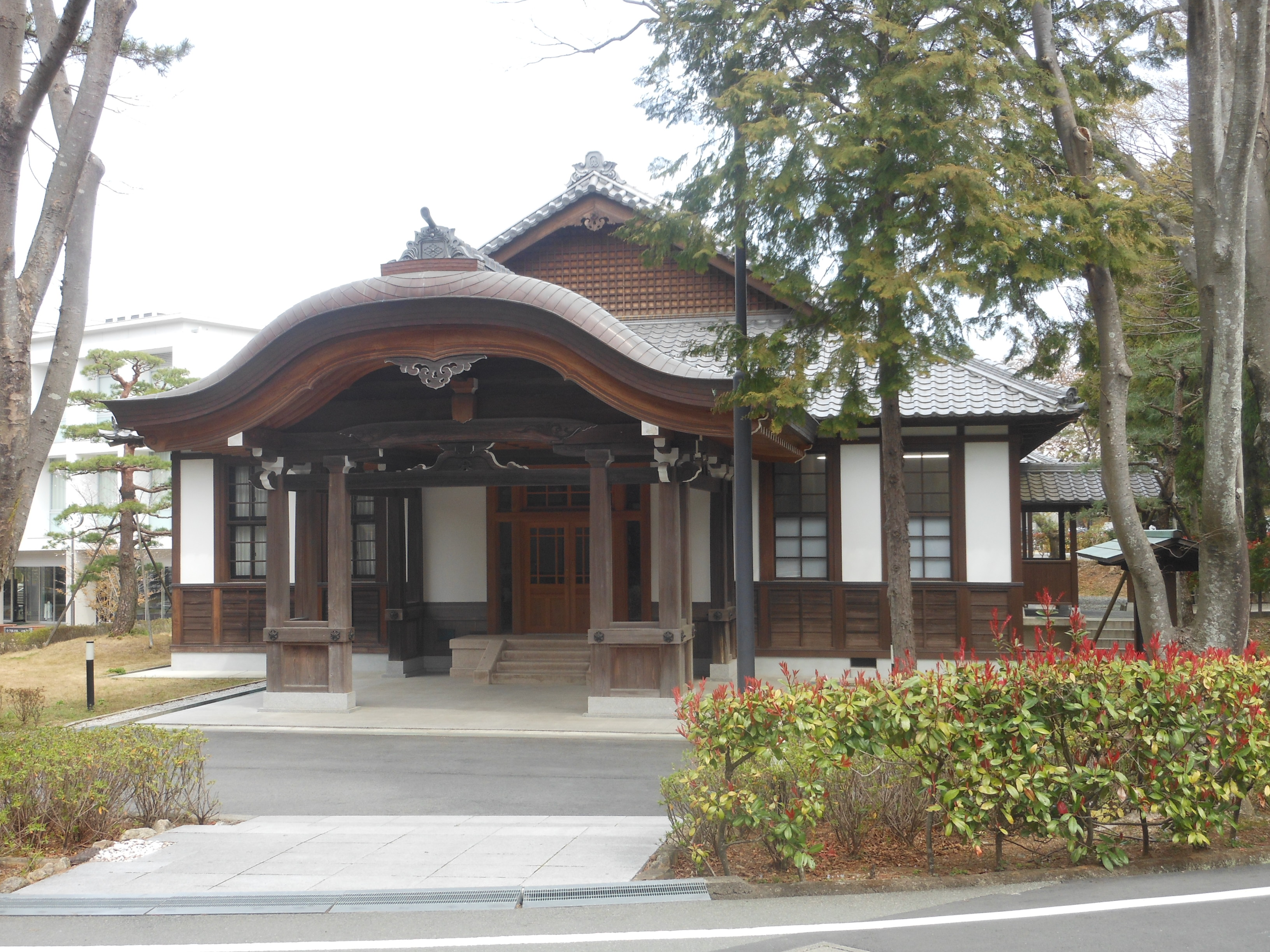
皇學館大学記念館（旧・神宮皇學館本館）
国の登録有形文化財

- 附属図書館[15]
附属図書館は約34万冊を蔵書とする。平成26年3月25日に１階及び２階にラーニングコモンズが開設された他、無線LANの提供、PC等電子機器の貸出、蓋のある飲物に限っての摂水の許可など、新たな取組みが進められている[16]。又学外の者の入館も認められており、条件を満たせば貸出も認められている[17]。閉架の集密書架は、学部生は立ち入ることができない。
- 研究開発推進センター
  - 神道研究所
  - 史料編纂所
  - 佐川記念神道博物館
- 教育開発センター
- アドミッション・オフィス

### 学内学会
- 人文學會

### 各学科に付属する学会
- 神道学会
- 国文学会
- 史學會
- コミュニケーション学会
- 教育学会
- 現代日本学会

### その他
- 皇學館サービス株式会社

### 大学関係者一覧
- 皇學館大学の人物一覧

## 廃止学部・学科・研究科・専攻
- 文学部教育学科
  - 2008年廃止。教育学部教育学科に改組
- 社会福祉学部社会福祉学科
  - 2009年廃止。現代日本社会学部現代日本社会学科社会福祉分野（現 福祉展開コース）に改組
- 大学院社会福祉学研究科
  - 2012年廃止。その後の後継組織はなし。

## 授与学位
- 学部
  - 文学部
    - 神道学科
      - 学士（文学）

    - 国文学科
      - 学士（文学）

    - 国史学科
      - 学士（文学）

    - コミュニケーション学科
      - 学士（文学）

  - 教育学部
    - 教育学科
      - 学士（教育学）

  - 現代日本社会学部
    - 現代日本社会学科
      - 学士（現代日本社会学）
- 専攻科
  - 神道学専攻科
    - 神道学専攻
      - 授与学位無し
- 研究科
  - 文学研究科
    - 神道学専攻
      - 博士前期課程
        - 修士（文学）

      - 博士後期課程
        - 博士（文学）

    - 国文学専攻
      - 博士前期課程
        - 修士（文学）

      - 博士後期課程
        - 博士（文学）

    - 国史学専攻
      - 博士前期課程
        - 修士（文学）

      - 博士後期課程
        - 博士（文学）

  - 教育学研究科
    - 教育学専攻
      - 修士課程
        - 修士（教育学）

## 各学部学科・研究科・専攻科に於いて履修可能な神職課程、及び授与階位
- 学部
  - 文学部
    - 神道学科
      - 高等課程
        - 明階検定合格 正階授与

      - 明階総合課程
        - 明階検定合格 明階授与

    - 国文学科
      - 高等課程
        - 明階検定合格 正階授与

    - 国史学科
      - 高等課程
        - 明階検定合格 正階授与
- 専攻科
  - 神道学専攻科
    - 神道学専攻
      - 専攻課程Ⅰ類
        - 明階検定合格 正階授与
- 大学院
  - 文学研究科
    - 神道学専攻（博士前期課程）
      - 専攻課程Ⅱ類
        - 明階検定合格 明階授与

## 取得可能な資格・免許（神職資格を除く・令和4年時点）
- 文学部
  - 神道学科
    - 中学校教諭一種免許状（宗教）＜主免許＞
    - 高等学校教諭一種免許状（宗教）＜主免許＞
    - 中学校教諭一種免許状（社会）＜副免許＞
    - 高等学校教諭一種免許状（地理歴史）＜副免許＞
    - 高等学校教諭一種免許状（公民）＜副免許＞
    - 博物館学芸員

  - 国文学科
    - 中学校教諭一種免許状（国語）＜主免許＞
    - 高等学校教諭一種免許状（国語）＜主免許＞
    - 高等学校教諭一種免許状（書道）＜主免許＞
    - 小学校教諭一種免許状又は小学校教諭二種免許状＜副免許＞
    - 中学校教諭一種免許状（社会）＜副免許＞
    - 中学校教諭一種免許状（英語）＜副免許＞
    - 高等学校教諭一種免許状（地理歴史）＜副免許＞
    - 高等学校教諭一種免許状（公民）＜副免許＞
    - 高等学校教諭一種免許状（英語）＜副免許＞
    - 図書館司書
    - 司書教諭

  - 国史学科
    - 中学校教諭一種免許状（社会）＜主免許＞
    - 高等学校教諭一種免許状（地理歴史）＜主免許＞
    - 高等学校教諭一種免許状（公民）＜主免許＞
    - 小学校教諭一種免許状又は小学校教諭二種免許状＜副免許＞
    - 中学校教諭一種免許状（国語）＜副免許＞
    - 高等学校教諭一種免許状（国語）＜副免許＞
    - 図書館司書
    - 司書教諭
    - 博物館学芸員

  - コミュニケーション学科
    - 英語コミュニケーションコース
      - 中学校教諭一種免許状（英語）＜主免許＞
      - 高等学校教諭一種免許状（英語）＜主免許＞
      - 小学校教諭一種免許状又は小学校教諭二種免許状＜副免許＞
      - 中学校教諭一種免許状（国語）＜副免許＞
      - 中学校教諭一種免許状（社会）＜副免許＞
      - 高等学校教諭一種免許状（国語）＜副免許＞
      - 高等学校教諭一種免許状（地理歴史）＜副免許＞
      - 高等学校教諭一種免許状（公民）＜副免許＞
      - GIS学術士

    - 心理コース
      - 中学校教諭一種免許状（国語）＜主免許＞
      - 中学校教諭一種免許状（社会）＜主免許＞
      - 高等学校教諭一種免許状（国語）＜主免許＞
      - 高等学校教諭一種免許状（地理歴史）＜主免許＞
      - 高等学校教諭一種免許状（公民）＜主免許＞
      - 小学校教諭一種免許状又は小学校教諭二種免許状＜副免許＞
      - 中学校教諭一種免許状（英語）＜副免許＞
      - 高等学校教諭一種免許状（英語）＜副免許＞
      - GIS学術士
      - 認定心理士
      - 公認心理師国家試験受験資格（他大学の大学院進学又は2年の認定機関実務経験が必要）

    - 地域情報コース
      - 教員免許に関しては、上記（心理コース）と同様
      - GIS学術士

  - 教育学部
    - 教育学科
      - 学校教育コース
        - 小学校教諭一種免許状＜主免許＞
        - 中学校・高等学校教諭一種免許状（国語）＜副免許＞
        - 中学校・高等学校教諭一種免許状（社会・地理歴史）＜副免許＞
        - 中学校・高等学校教諭一種免許状（英語）＜副免許＞
          - 副免許は国語、社会・地理歴史、英語から一科目を選択。中学校免許状と高等学校免許状はセット。

        - 司書教諭

      - 幼児教育コース
        - 幼稚園教諭一種免許状＜主免許＞
        - 保育士資格＜主免許＞
        - 小学校教諭一種免許状＜副免許＞
        - 司書教諭

      - スポーツ健康科学コース
        - 中学校教諭一種免許状（保健体育）＜主免許＞
        - 高等学校教諭一種免許状（保健体育）＜主免許＞
        - 小学校教諭一種免許状＜副免許＞
        - 司書教諭
        - スポーツ指導者
        - 初級障がい者スポーツ指導員

      - 特別支援教育コース
        - 小学校教諭一種免許状＜主免許＞
        - 中学校教諭一種免許状（保健体育）＜主免許＞
        - 高等学校教諭一種免許状（保健体育）＜主免許＞
        - 特別支援学校教諭一種免許状＜副免許＞
        - 司書教諭
        - スポーツ指導者
        - 初級障がい者スポーツ指導員

  - 現代日本社会学部
    - 現代日本社会学科
      - 経営革新コース
        - 高等学校教諭一種免許状（公民）

      - 地域創成コース
        - 高等学校教諭一種免許状（公民）
        - 社会調査士

      - 福祉展開コース
        - 高等学校教諭一種免許状（公民）
        - 社会福祉士国家試験受験資格
        - 精神保健福祉士国家試験受験資格
        - 社会福祉主事任用資格
        - 身体障害者福祉司（任用資格）
        - 知的障害者福祉司（任用資格）
        - 児童指導員（任用資格）
        - 初級障がい者スポーツ指導員

      - 文化発信コース
        - 高等学校教諭一種免許状（公民）
- 専攻科神道学専攻科
  - 神道学専攻
    - 神職課程専攻課程Ⅰ類以外なし
- 大学院文学研究科
  - 神道学専攻
    - 中学校教諭専修免許状（宗教）
    - 高等学校教諭専修免許状（宗教）

  - 国文学専攻
    - 中学校教諭専修免許状（国語）
    - 高等学校教諭専修免許状（国語）

  - 国史学専攻
    - 中学校教諭専修免許状（社会）
    - 高等学校教諭専修免許状（地理歴史）
- 大学院教育学研究科
  - 教育学専攻
    - 幼稚園教諭専修免許状
    - 小学校教諭専修免許状
    - 中学校教諭専修免許状（保健体育）
    - 高等学校教諭専修免許状（保健体育）
    - 学校心理士

## 施設

### 寮
学部生向けに男女別の学生寮がある。男子寮を精華寮、女子寮を貞明寮と称する。入学手続きの際に入寮を希望し入寮が許可された学生は入学より２年間寮で生活することができる。また寮の定員に対して希望者多数の場合は実家が遠方の者から優先的に入寮となる。大学として寮の整備には特に力を入れており、その整備充実が積極的に図られている。寮は教育寮であり、寮生には大学の行事である正装での月例神宮参拝、寮内の神殿での夕拝、毎朝の朝拝・清掃等の行事が義務付けられており、寮生活の中で人との協調性や上下関係などを身につけることとなる。
精華寮は基本的に二人部屋であり各班には談話室や冷蔵庫が設けられている。規律には厳しく寮内での飲酒は厳禁であり、喫煙に関しては寮内外で禁止されている。毎朝7時30分から朝拝から始まり拝礼や教育勅語の奉読などを行う。また週一回行われる夕拝では大祓詞を奏上するが基本的に神道学科生のみが参加する。

### 学内神社
皇學館大学には、國學院大學の「國學院大學神殿」と異なり学内神社は存在しない。社会福祉学部の入っていた名張学舎には学内神社である「名張学舎神明宮」が存在したが、名張学舎の撤退とともに平成23年3月1日に遷座祭が斎行され廃社となった。遷座先は、名張市内に鎮座する美波多神社の境内社三柱神社として遷座し今に至る。伊勢学舎内の祭式教室に神殿はあるが、御祭神は奉安されていない。精華寮にも神殿があるが、御祭神が奉安されているかは不明である。

## 学生生活

### 参拝見学
毎年5月上旬に、全学生を対象に実施。寺社、博物館等の施設（皇學館大学ゆかりの地）を参拝し、皇學館大学の同一性を確認することを目的としている。学部や学年ごとにコースが違うため、4年間で4通りのコースを回ることとなる。主に、山室山参拝（本居宣長墓の参拝）や本居宣長記念館、鳥羽市の神明神社、志摩市の皇大神宮別宮の伊雜宮等をバスで巡る。

### 神宮参拝（月例神宮参拝、入学式時の参拝、卒業式時の参拝）
学生と教員は毎月、貸し切りバスで伊勢神宮へ集団で参拝する（月例神宮参拝）。精華寮と貞明寮に入寮している学生は強制参加である。ただし、新型コロナウイルス感染症の感染防止のため、2020年（令和2年）2月11日以来実施していない（2021年3月現在）。学位記・修了証書授与式（卒業式）でも伊勢神宮に参拝するのが恒例であるが、コロナウイルス感染症の流行のため、2020年・2021年と2年連続で中止された。

### 学祭
皇學館大学の学園祭は伊勢学舎内で開催され、「倉陵祭」（そうりょうさい）と呼ばれている。かつて名張学舎で行われていた学祭は「皇名祭」（こうみょうさい）と呼ばれていた。例年、10月下旬に2日間開催される。企画実行は、倉陵祭実行委員会の下の各局が行う。倉陵祭は、必ず祭式教室で行われる神社神道式の祭典から始まる。神社神道の大学らしく、神社の装束（巫女服や狩衣等）の着装体験や雅楽体験等もあり人気を博している。子供広場局が行う劇は、周辺地域の子どもに毎年非常に好評である。学生に対しての倉陵祭であると同時に、地域の人に対しての倉陵祭を目指している。

### 教育学部卒業記念ミュージカル
教育学部の4年生の有志が卒業直前の2月から3月かけて毎年行う自主公演のミュージカルである。大学内では通称「4教ミュージカル」と呼ばれている。劇の対象年齢は、主に幼稚園生程度となっている。公演会場は、皇學館大学の記念講堂で行う伊勢公演（2公演）と、津市にある三重県総合文化センター文化会館（大ホールか中ホール）で行われる津公演（1公演）がある。その他に、近隣の幼稚園や保育園等の児童を招いた招待公演もある。脚本を一から学生が作成し、劇中歌や劇中曲は吹奏楽で自前で演奏する。伊勢公演・津公演共に、入場は無料で誰でも見に行くことができる（新型コロナの情勢下では不明）。時期や詳細な内容は公演が近づくと、大学の公式ホームページで告知される。

## 対外関係
大学COC事業（地（知）の拠点整備事業）の一環として、玉城町が推進する玉城豚のブランド力向上に協力している。

### 他大学との協定
国内
- 高等教育コンソーシアムみえ
- 國學院大學(平成18年4月、「教育・学術研究交流に関する協定」を締結)

国際・学術交流等協定校
- 中国社会科学院(中国・北京市)
- 河南大学（中国語版）(中国・河南省・開封市)
- 河南師範大学（中国語版）(中国・河南省・新郷市)
- ノーサンプトン大学（英語版）(英国・ノーサンプトン市)

## 附属学校
- 皇學館中学校・高等学校

## 近隣施設
- 神宮文庫
- 神宮徴古館（徴古館・美術館・農業館）
- 倭姫宮（皇大神宮別宮）
- 三重県立伊勢高等学校
- 伊勢市立倉田山中学校
- 三重県立伊勢まなび高等学校
- 伊勢学園高等学校
- 市立伊勢総合病院

## 関連書籍
- 皇學館百二十周年記念誌編纂委員会編『皇學館百二十周年記念誌 群像と回顧・展望』皇學館、2002年
- 皇學館百二十周年記念誌編纂委員会編『皇學館百二十年史年表』皇學館、2002年
- 三重県総合教育センター編『三重県教育史 第1 - 3巻』三重県教育委員会、1980年 - 1982年
- 学校法人 皇學館編『伊勢と皇學館の140年』えにし書房、2022年